# Ljubo Vukić
Ljubo Vukić, né le 3 août 1982 à Split, est un handballeur Croate

## Palmarès

### Club
Compétitions nationales
- Champion de Croatie (6) : 2007, 2008, 2009, 2010, 2011, 2012
- Coupe de Croatie (6) : 2007, 2008, 2009, 2010, 2011, 2012
- Championnat de Biélorussie (3) : 2014, 2015, 2016, 2017, 2018
- Coupe de Biélorussie (3) : 2014, 2015, 2016, 2017, 2018

### Sélection nationale
Championnat d'Europe
- Médaille d'argent au Championnat d'Europe 2008,  Norvège

Jeux olympiques
- 4e place aux Jeux olympiques de 2008

Jeux méditerranéens
- Médaille d'argent aux Jeux méditerranéens de 2005